# Culex annuliventris
Culex annuliventris är en tvåvingeart som först beskrevs av Blanchard 1852.  Culex annuliventris ingår i släktet Culex och familjen stickmyggor. Inga underarter finns listade i Catalogue of Life.